# آرتور میناسیان (بازیکن فوتبال ۱۹۷۸میلادی)
آرتور میناسیان (ارمنی: Արթուր Սերգեյի Մինասյան؛ زادهٔ ۹ اوت ۱۹۷۸) بازیکن فوتبال اهل ارمنستان است.

## باشگاهی
از باشگاه‌هایی که در آن بازی کرده‌است می‌توان به باشگاه فوتبال آرارات ایروان اشاره کرد.

## تیم
وی همچنین در تیم ملی فوتبال ارمنستان بازی کرده‌است. میناسیان نخستین بازی ملی خود را در چهارچوب مرحله مقدماتی جام ملت‌های اروپا ۲۰۰۰ – گروه ۴ در تاریخ ۹ اکتبر ۱۹۹۹ در آندورا لا ولا در مقابل آندورا انجام داده‌است.